# ليتومانوبيلو
ليتومانوبيلو (بالإيطالية: Lettomanoppello)‏ هي بلدية في مقاطعة بسكارا في إقليم أبروتسو الإيطالي.

## السكان
في سنة 1861 بلغ عدد السكان 2٬116 نسمة، وتطور العدد ليصل في سنة 2011 لـ 3٬019 نسمة.
يظهر هذا المخطط البياني تطور النمو السكاني لـ ليتومانوبيلو

## أعلام
- دونالد فالي